# Reginald Barclay
 (décembre 2024).
Si vous disposez d'ouvrages ou d'articles de référence ou si vous connaissez des sites web de qualité traitant du thème abordé ici, merci de compléter l'article en donnant les références utiles à sa vérifiabilité et en les liant à la section « Notes et références ».
Pour les articles homonymes, voir Barclay.
Le lieutenant Reginald Endicott Barclay III, créé par Sally Caves et interprété par Dwight Schultz est un personnage récurrent dans l'univers de science-fiction de Star Trek. 
Il apparaît tout d'abord dans la troisième année de la série télévisée Star Trek : La Nouvelle Génération, où il est un technicien diagnostic. Il est ensuite mentionné comme ingénieur système durant la sixième année, emploi qu'il occupe également dans le film de Star Trek : Premier Contact. Il est enfin un personnage récurrent et important de la série Star Trek : Voyager.

## Personnalité
"Reg" Barclay est sans doute l'un des personnages les plus attachants de la série Star Trek : La Nouvelle Génération. Jeune scientifique surdoué à l'imagination de génie, brillant mais très vulnérable, Barclay montre de si fortes caractéristiques d'homme hypersensible, affectif et enthousiaste mais aussi une telle timidité maladive, une telle collection de phobies diverses, que sa vie sociale, puis professionnelle à bord de l'Enterprise finit par devenir très difficile. Surnommé Broccoli, à cause de la paralysie qui le prend à chaque initiative nécessaire, ou à cause de la terreur qu'il éprouve pour commencer la moindre relation avec les autres, Reginald Barclay est peu à peu confronté à un subtil et pernicieux harcèlement de l'équipage (par exemple du jeune Wesley Crusher). Le calme et la patience du capitaine Jean-Luc Picard, comme l'exaspération constante du Premier Officier William Riker, n'y peuvent rien. 
C'est en définitive grâce à la douceur et la confiance que lui montrent le chef ingénieur Geordi La Forge, son supérieur hiérarchique direct, et la psychologue Deanna Troi, puis ses actions d'éclat dans des épisodes particulièrement dramatiques, actions qui mènent au sauvetage du vaisseau entier, que Barclay reprend confiance en lui-même.

## Apparition dans Premier Contact
La seule apparition du personnage dans un film Star Trek est la très courte scène de Star Trek : Premier Contact où l'on peut voir Reginald Barclay inventer n'importe quel prétexte futile pour serrer la main du héros Zefram Cochrane lors de la réparation du Phoenix, vaisseau qui doit mener l'humanité vers l'étape fondamentale du Premier Contact avec des êtres extra-terrestres (des Vulcains, en l'occurrence).

## Personnage récurrent dans la série Star Trek: Voyager
Après une apparition dans l'épisode Projections, deuxième saison, Réginald Barclay devient symboliquement un membre important de l'équipage du Voyager, dans la mesure où il contribue de manière significative aux recherches qui visent à rétablir un contact avec le vaisseau perdu. Il est ainsi en quelque sorte intégré à la famille du Voyager, dont les membres ont pour lui le plus grand respect et la plus grande reconnaissance.
Dans l'épisode Pathfinder, en effet, on voit Barclay, qui a quitté l'Enterprise depuis quelques années, travailler sur le projet qui tente de retrouver le Voyager. La séparation d'avec le personnel de l'Enterprise ayant été difficile, il est de nouveau affecté par un fort sentiment de solitude, qu'il essaie de pallier en imaginant son propre environnement virtuel autour du Voyager. Avec l'aide des hologrammes de l'équipage, et l'aide plus réelle de Deanna Troi, qu'il aime et admire toujours autant, et qui vient à son secours psychologiquement, il réussit à mettre au point la méthode qui pourra créer un micro trou noir, susceptible d'établir une communication dans les deux sens avec le vrai Voyager.
D'autres épisodes voient son intervention de nouveau, sous forme par exemple de faux hologramme détourné par des ferengis. Dans Endgame, l'épisode final, qui débute par un futur alternatif, se déroulant vingt-six ans après le temps de la série, on retrouve Barclay avec le rang de Commandeur, et chargé d'un cours sur les Borg dans l'académie de Starfleet. Il vient à l'aide de la Vice-Amirale Janeway, qui a décidé de retourner dans le passé pour éviter à son vaisseau les seize années supplémentaires qu'il lui faudrait pour rejoindre la Terre, et pour sauver Seven of Nine, Chakotay, Tuvok et les autres membres du Voyager qui n'auront pas survécu au voyage.